# Macroretroides lumareti
Macroretroides lumareti är en skalbaggsart som beskrevs av Bordat, Dellacasa och Dellacasa 2000. Macroretroides lumareti ingår i släktet Macroretroides och familjen Aphodiidae. Inga underarter finns listade i Catalogue of Life.